# Guérech II de Cornouaille
Guérech ou Quiriac II de Cornouaille (né vers 1030, mort en 1078), est un prélat breton du XIe siècle qui est évêque de Nantes de 1059/1061 à sa mort.

## Biographie
Guérech ou Quiriac est le fils d'Alain Canhiart (mort en 1058) comte de Cornouaille et de son épouse Judith de Nantes.
Guérech est porté à l'évêché de Nantes par son frère aîné Hoël qui administre le comté de Nantes pour le compte de leur mère après que « le clergé, le comte et le peuple nantais  » aient obtenu du pape Léon IX le rappel de son prédécesseur Airard cardinal au titre de Saint-Paul-hors-les-murs dont le zèle réformateur avait rebuté ses ouailles (vers 1051-1059).  
Les débuts de l'épiscopat de Guérech sont obscurs. Il administre à partir de 1059 le diocèse comme évêque désigné ou comme simple prêtre avant d'être consacré seulement le 1/7 janvier 1061. L'âge requis pour accéder à la charge épiscopale étant de 30 ans, Joelle Quaghebeur estime que ce délai était destiné à attendre que le jeune évêque respecte les règles canoniques et attendre sans doute aussi la mort de son prédécesseur.
Cependant dès le 23 mai 1059 il assiste au sacre du roi Philippe Ier et souscrit un diplôme du souverain en faveur de l'église Saint Nicaise de Reims. Il intervient ensuite dans plusieurs conciles notamment à Bordeaux en 1067 et joue un rôle indéniable dans la propagation de la réforme grégorienne en Bretagne en obtenant la restitution de biens ecclésiastiques par les laïques, jusqu'à sa mort relevée par les annales de Sainte-Croix de Quimperlé en 1078.  
Il a comme successeur sur le siège de Nantes son frère Benoît de Cornouaille qui dirigeait depuis 1066 l'Abbaye Sainte-Croix de Quimperlé.